# سفتوزولان/تازوباکتام
سفتوزولان/تازوباکتام(به انگلیسی: Ceftolozane/tazobactam)، که با نام تجاری Zerbaxa فروخته می‌شود، یک آنتی بیوتیک ترکیبی است. برای درمان عفونت‌های شدید ادراری و داخل شکمی در بزرگسالان استفاده شده‌است. سفتوزولان یک آنتی بیوتیک سفالوسپورینی است، که برای درمان عفونت‌های ناشی از باکتری‌های گرم منفی و مقاوم در برابر آنتی بیوتیک‌های معمول، ایجاد شده‌است. این دارو برای درمان عفونت‌های دستگاه ادراری، عفونت‌های داخل شکمی و ذات الریه باکتریایی مرتبط با ونتیلاتور مورد بررسی قرار گرفته‌است. 
سفتوزولان به صورت ترکیب با تازوباکتام استفاده می‌شود که یک مهارکننده بتالاکتاماز است و از تخریب سفتوزولان جلوگیری می‌کند. این آنتی بیوتیک ترکیبی در سال ۲۰۱۴ برای استفاده پزشکی در ایالات متحده تایید شد. 